# ベルモント (カリフォルニア州)
ベルモント（Belmont）は、アメリカ合衆国カリフォルニア州のサンマテオ郡にある都市。人口は2万8335人（2020年）。サンフランシスコの南35キロメートルに位置している。富裕層の住民が多い。

## 概要
第二次世界大戦後、サンフランシスコ都市圏の拡大に伴いベッドタウン化した。カルトレインの駅があり通勤通学に利用されている。。

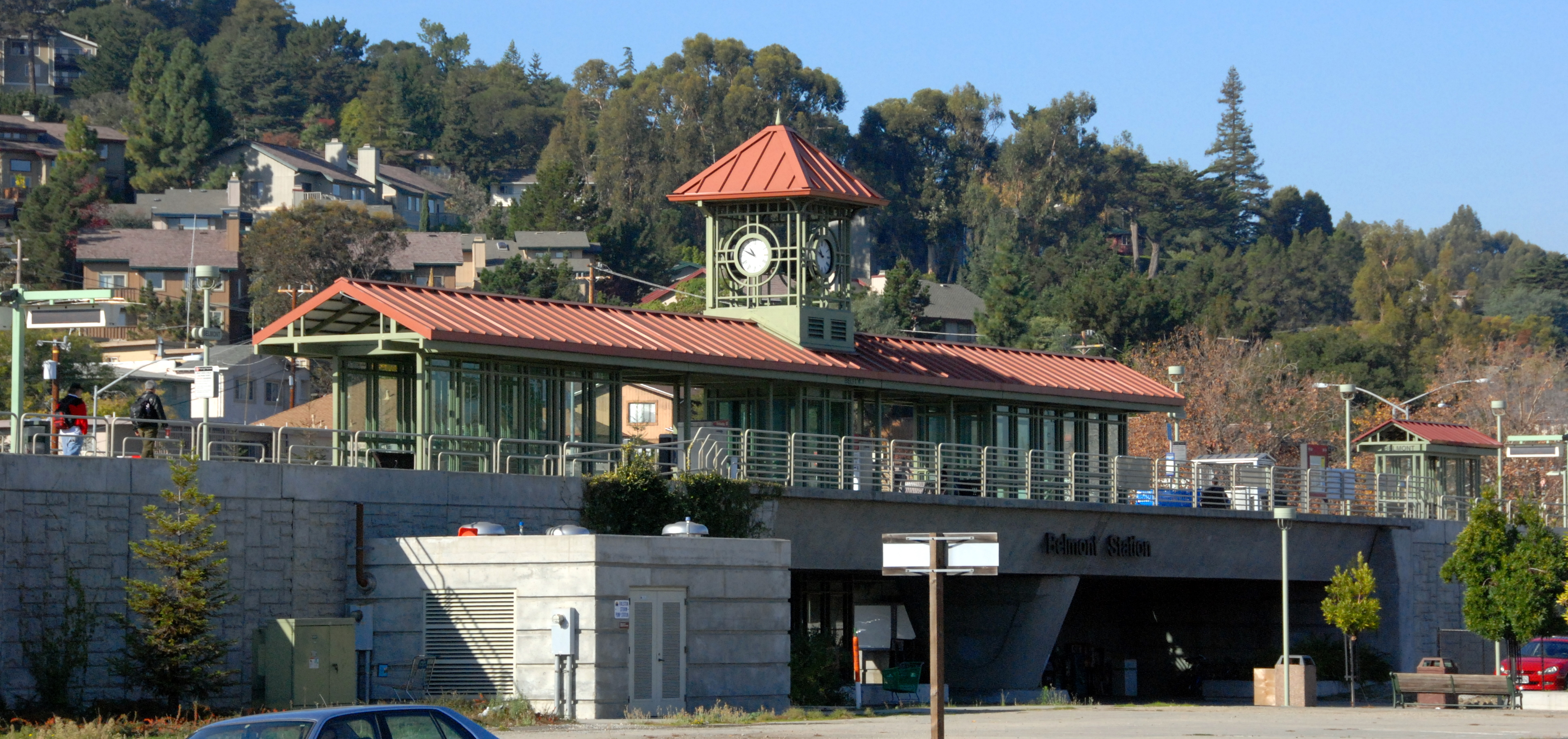
ベルモント駅